# 仁志原了
仁志原 了（にしはら りょう、1971年 - 2016年）は、日本の脚本家、元俳優。京都府出身。

## 人物
宮沢章夫の導きによって小劇場の世界に足を踏み入れる。宮藤官九郎ら大人計画の役者たちを見て、俳優への挫折を感じる。
2016年に死去した。

## フィルモグラフィ
- FORMA フォルマ (坂本あゆみ監督)

### 吉田恵輔監督作品
- 机のなかみ
- ばしゃ馬さんとビッグマウス
- 麦子さんと